# Reithrodon auritus
Reithrodon auritus är en däggdjursart som först beskrevs av Gotthelf Fischer von Waldheim 1814.  Reithrodon auritus ingår i släktet kaninmöss och familjen hamsterartade gnagare. IUCN kategoriserar arten globalt som livskraftig. Inga underarter finns listade i Catalogue of Life.
Denna gnagare förekommer i södra Sydamerika i Argentina, Chile, Uruguay och på Falklandsöarna. I norra Argentina och Uruguay finns bara små glest fördelade populationer. Arten lever i låglandet och i bergstrakter upp till 3000 meter över havet. Habitatet utgörs av gräsmarker och av andra öppna landskap.
Arten har en absolut längd av 19,5 till 27 cm, inklusive en 6,5 till 10,5 cm lång svans. Vikten är ungefär 80 g. Den tjocka och mjuka pälsen har på ovansidan en grå till svartaktig färg och undersidan är ljusare grå till vit. Kännetecknande för arten är två rännor i de övre framtänderna, små tår vid bakfötterna och stora runda öron som är täckta med päls. De mellersta tårna vid bakfoten är sammanlänkade med simhud.
Reithrodon auritus lever ofta i grupper men klarar sig även ensam. Den kan vara aktiv på dagen och på natten och vilar i underjordiska bon. Gångarna i boet har en diameter på 4 till 7 cm och dessutom finns kamrar som fodras med gräs och med hår. Arten använder även hår av främmande djur, till exempel av får. Gnagaren äter främst gräs samt andra växtdelar som rötter. Individer i fångenskap åt varje natt lika mycket föda som de själv väger.
Fortplantningen sker över hela året och de flesta ungar föds under våren. Per kull föds 1 till 8 ungar. Honor blir könsmogna efter två månader och hanar efter tre månader. Fadern deltar inte i ungarnas uppfostring. I naturen blir arten upp till 15 månader gammal. Med människans vård kan den leva 5,5 år.